# Seigneurie de Riquewihr
La seigneurie de Riquewihr (en allemand : Herrschaft Reichenweier) était une seigneurie de Haute-Alsace. Son chef-lieu était Riquewihr (Reichenweier). 

## Territoire
La seigneurie était bornée par le comté de Ribeaupierre, la ville impériale de Kaysersberg et celle de Colmar.
Elle comprenait : 
- Beblenheim
- Hunaveyer
- Mittelveyer
- la ville de Reichenveyer

Le duc Georges de Montbéliard lui adjoignit en 1686 la seigneurie d'Ostheim, comprenant :
- Ostheim
- Altveyer
- le hameau de Neudœrflein

On peut également citer :
- Les villages disparus de Altenheim et Regenhausen
- Bennveyer et Zellenberg qui passèrent au XIVe siècle au Comté de Ribeaupierre.